# Miguel Escobar
Miguel Antonio Escobar Montalvo (Buga, Valle del Cauca, Colombia, 18 de abril de 1945-Buga, Valle del Cauca, 11 de abril de 2023) fue un futbolista colombiano. Jugaba de defensa, es recordado por jugar en el Deportivo Cali de Colombia, donde es el jugador con más partidos disputados.

## Trayectoria
Inició su carrera en el Deportivo Pereira. Llegó al Deportivo Cali en 1967 e hizo parte del club hasta 1980. Disputó un total de 536 partidos, 52 de ellos en Copa Libertadores y marcó 8 goles. Su último club fue Santa Fe donde tuvo 61 presencias.

## Clubes
| Club                   | País     | Año         |
| ---------------------- | -------- | ----------- |
| Deportivo Pereira      | Colombia | 1965 - 1966 |
| Deportivo Cali         | Colombia | 1967-1980   |
| Independiente Santa Fe | Colombia | 1981        |

## Selección nacional

### Participaciones en Copa América
| Copa América 1975 | Sin sede fija | Subcampeón | 9 | 0 |

## Palmarés

### Títulos nacionales
| Campeonato colombiano | Deportivo Cali | Colombia | 1967 |
| Campeonato colombiano | Deportivo Cali | Colombia | 1969 |
| Campeonato colombiano | Deportivo Cali | Colombia | 1970 |
| Campeonato colombiano | Deportivo Cali | Colombia | 1974 |